# Catherine Howard

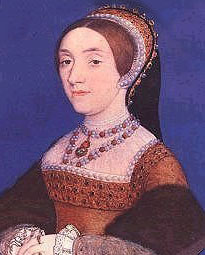
Miniaturporträt von Hans Holbein 1541, das vermutlich Catherine Howard zeigt.

Unterschrift von Catherine Howard

Catherine Howard, auch Katheryn Howard oder Katherine Howard (* zwischen 1521 und 1525; † 13. Februar 1542 in London), war von 1540 bis zu ihrem Tod die fünfte Ehefrau des englischen Königs Heinrich VIII.
Sie war die Tochter von Lord Edmund Howard, einem jüngeren und mittellosen Sohn des zweiten Duke of Norfolk. Ihr Geburtsdatum und -ort sind unbekannt. Catherine Howards Cousine Anne Boleyn war die zweite Frau Heinrichs VIII. und wurde 1536 auf dessen Befehl enthauptet. Heinrich und Catherine Howard heirateten am 28. Juli 1540 im Oatlands Palace in Surrey, unmittelbar nach der Annullierung der Ehe mit Anna von Kleve. Die Ehe blieb kinderlos. Keine zwei Jahre nach ihrer Hochzeit ließ der König Catherine Howard unter dem Vorwurf vor- und außerehelicher Beziehungen zu anderen Männern anklagen und wegen Hochverrats ebenfalls enthaupten.
Ihr Wahlspruch lautete: „No other will but his“ (dt.: „Kein anderer Wille als der seine“, d. h. Heinrichs VIII.).

## Frühes Leben

### Familie und Geburt
Catherine Howard war das zehnte Kind von Lord Edmund Howard und seiner ersten Frau Joyce Culpeper, einer Tochter von Sir Richard Culpeper und Nachfahrin von Edward I. Für Joyce Culpeper war die Ehe mit Edmund Howard, einem der jüngeren Söhne des Herzogs von Norfolk, die zweite Ehe. Die Verbindung mit dem Herzogssohn war für die Culpeper-Familie prestigeträchtig, auch wenn Edmund Howard als nachgeborener Sohn nicht erbberechtigt und damit mittellos war. Die Howards zählten zu den alten normannischen Adelsgeschlechtern, mit denen die meisten englischen Adelsfamilien verwandt waren. In der Schlacht von Bosworth hatte die Familie auf der Seite von Richard III. gestanden. Entsprechend verlor sie an Einfluss, als Heinrich VII., der Sieger der Schlacht, den englischen Thron bestieg und die Dynastie der Tudors begründete. Auch wenn Familienmitglieder der Howards weiterhin am englischen Königshof verkehrten und militärische Führungsämter übernahmen, blieb das Verhältnis zwischen den Tudors und Howards angespannt.

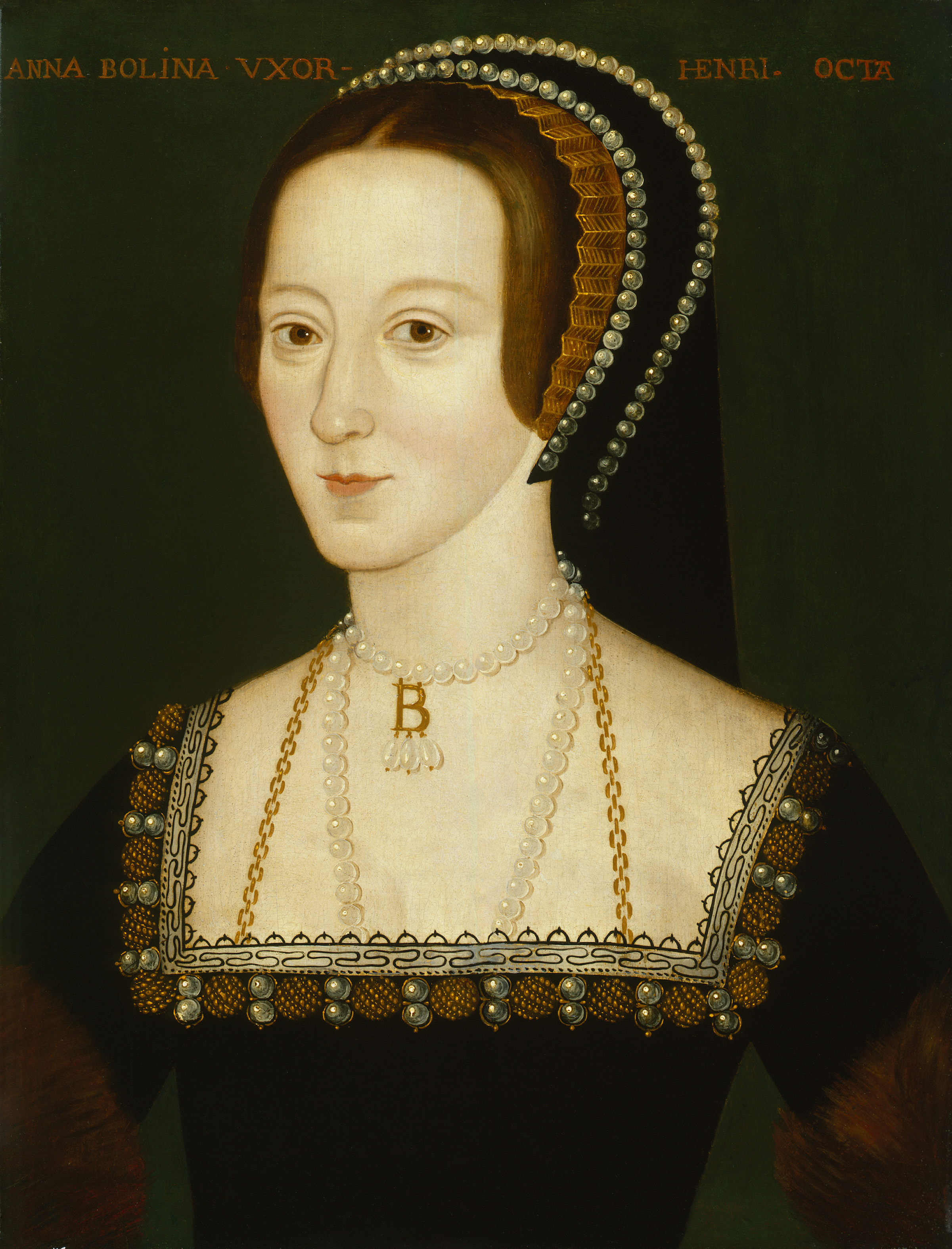
Anne Boleyn

Catherine Howard kam mit großer Sicherheit im Zeitraum 1520 bis 1525 zur Welt. Ihre Biografin Joanna Denny geht auf Basis von Testamenten davon aus, dass sie nicht vor 1524 geboren wurde, und führt weitere Indizien dafür auf, dass sie eher am Ende der Zeitspanne 1520 bis 1525 zur Welt kam. Eine zeitgenössische Quelle behauptet, dass sie 15 Jahre alt war, als sie 1540 das erste Mal Heinrich VIII. begegnete, und auch andere Quellen aus dieser Zeit betonen ihre Jugend. Dies wäre sicherlich nicht der Fall gewesen, wenn sie bereits 1520 geboren wäre, da eine Zwanzigjährige in diesem Umfeld nicht als auffällig jung empfunden wurde.
Großen Einfluss auf den Lebensweg von Catherine Howard hatte die Ehe ihrer Cousine Anne Boleyn mit Heinrich VIII., die zu Beginn des Jahres 1533 geschlossen wurde. Die gebildete und schöne Anne Boleyn war die Tochter von Elizabeth Howard, einer der Schwestern von Catherine Howards Vater. Anne Boleyn hatte, anders als ihre Schwester Mary Boleyn, mehrere Jahre lang dem Werben des verheirateten englischen Königs widerstanden. Dank ihres Vaters Sir Thomas Boleyn hatte sie eine überdurchschnittlich gute Erziehung genossen und unter anderem einige Zeit am französischen Hof gelebt. Sie stand dem protestantischen Glauben nahe und war selbstsicher genug, sich der Rolle einer königlichen Geliebten zu entziehen, obwohl sogar ihr Onkel Thomas Howard, 3. Duke of Norfolk, sie dazu drängte. Heinrich VIII. heiratete Anne Boleyn kurz nach der Annullierung seiner Ehe mit Katharina von Aragon und ließ sie zur englischen Königin krönen. Dem mittellosen Edmund Howard brachte die Verbindung zur englischen Königin eine Beamtenstelle in Calais ein. Seine junge Tochter Catherine fand Aufnahme im Haushalt ihrer Stiefgroßmutter Agnes Tilney, der verwitweten Duchess of Norfolk.

### Erziehung im Haushalt der Herzogswitwe

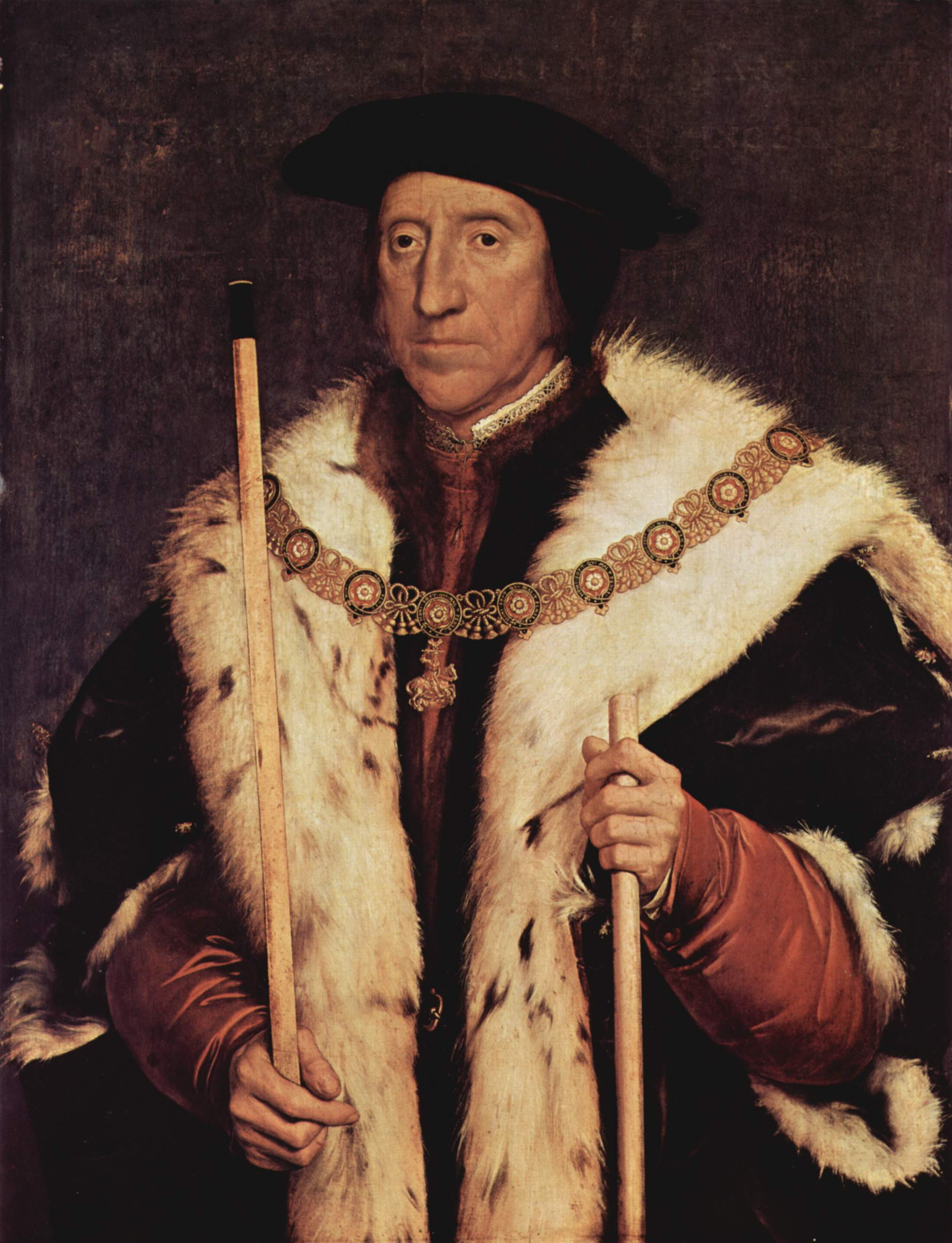
Thomas Howard, 3. Herzog von Norfolk; Hans Holbein

Der 2. Duke of Norfolk hatte seiner Witwe Agnes ein erhebliches Vermögen hinterlassen. Agnes Tilney konnte sich einer Wiederverheiratung entziehen und verfügte eigenständig über die Einkommen aus den zwei großen Landgütern Chesworth bei Horsham in Sussex und Lambeth in der Nähe von London. Catherine Howard war nur eine unter den vielen Howard-Nachkommen, die in Lambeth aufwuchs. Nach Ansicht von Joanna Denny war die Bereitschaft von Agnes Tilney, auch Catherine Howard in ihrem großen Haushalt großzuziehen, darauf zurückzuführen, dass diese dank der Verbindung zum englischen Königshaus eine interessante Partie auf dem Heiratsmarkt darstellte, auch wenn sie keine große Mitgift zu erwarten hatte. Das neue Oberhaupt der Howard-Familie, der 3. Duke of Norfolk, verfolgte eine gezielte Heiratspolitik, um den Einfluss seiner Familie auszudehnen, und dürfte darin die Unterstützung seiner Stiefmutter gehabt haben. Zu den Heiratsprojekten des Herzogs zählte die Verehelichung der Herzogschwester Catherine mit dem jungen Edward Stanley, 3. Earl of Derby, die Ehe seiner Tochter Mary Howard mit dem außerehelichen Königssohn Henry Fitzroy, 1. Duke of Richmond and Somerset sowie seine gescheiterten Versuche, seinen Sohn Henry mit der für illegitim erklärten Königstochter Mary und die Königsnichte Margaret Douglas mit seinem Halbbruder Thomas Howard zu verheiraten. Für Catherine Howard war eine solche prestigeträchtige Verbindung nicht zu erwarten. Sie hatte aber gute Aussichten, Anne Boleyn als Hofdame dienen zu können und dann in eine der weniger bedeutenden englischen Adelsfamilien einzuheiraten.
Die Erziehung der Kinder und Jugendlichen im Haushalt der Agnes Tilney erfolgte nicht sehr gezielt. Catherine Howard erlernte zwar offenbar Lesen und Schreiben, erhielt aber nicht die sorgfältige Erziehung, die ihre jungen Verwandten Mary Shelton, Mary Howard oder die Königsnichte Margaret Douglas durchlaufen hatten, die als Hofdamen bei Anne Boleyn dienten. Durch den Prozess gegen Catherine Howard weiß man, dass die Erziehung im Haushalt der Herzogswitwe moralisch nicht sehr strikt war. Dem Haushalt gehörten neben einer großen Anzahl von Männern auch Dutzende von Frauen an. Einige dienten der Herzogin als Hofdamen oder arbeiteten als Kammerfrauen, eine weit größere Anzahl arbeiteten als Wäscherinnen oder Küchenmägde. Die zum Teil verheirateten und sexuell erfahrenen Frauen und Mädchen schliefen in der Regel gemeinsam in großen Räumen, in denen nur ein paar dünne Vorhänge zwischen den Betten hingen. In einigen der großen Adelssitze wurden nachts die Innentüren abgeschlossen, um Affären zwischen den männlichen und weiblichen Haushaltsangehörigen zu verhindern. Einige wiesen separate Trakte für die beiden Geschlechter auf, die nur über separate Treppenaufgänge erreichbar waren. Die Herzogswitwe, die sich häufig am Königshof aufhielt, hatte vergleichbare Maßnahmen in ihrem Haushalt nicht umgesetzt und überließ ihre Schützlinge der Aufsicht einiger älterer Damen in der „unklugen Annahme, dass sie den Kindern auch korrektes und moralisches Benehmen beibringen würden“. In den Schlafsälen in Lambeth war mitternächtlicher Besuch von Männern nicht selten. Es kann davon ausgegangen werden, dass Catherine Howard nach ihrer Aufnahme im Hause Agnes Tilneys Ohren- und möglicherweise Augenzeuge sexueller Handlungen war. Treffen die Annahmen ihrer Biografin Joanna Denny zu, war Catherine Howard zu diesem Zeitpunkt erst acht Jahre alt. Ihr könnte nicht hinreichend klar gewesen sein, dass außerehelicher Geschlechtsverkehr für sie als weibliches Mitglied der englischen Oberschicht gravierende Auswirkungen haben könnte.

### Henry Manox und Francis Dereham
Ab 1536 erhielt Catherine Howard Musikunterricht, wie für Frauen ihrer Schicht üblich. Ihr Lehrer war Henry Manox. Noch im selben Jahr kam es zu erotischen Spielereien zwischen ihnen. Catherine Howard war zu diesem Zeitpunkt zwischen 11 und 16 Jahren alt. Sowohl Henry Manox als auch Catherine Howard gestanden diese Spielereien im Ehebruchsprozess ein. Zum Geschlechtsverkehr kam es nach den Aussagen von beiden nicht. Catherine Howard und Henry Manox wurden von Agnes Tilney bei Tändeleien überrascht. Henry Manox wurde daraufhin aus dem Dienst der Herzogswitwe entlassen. Catherine Howard entging – abgesehen von den zwei oder drei Schlägen, die sie von Agnes Tilney erhielt – einer körperlichen Bestrafung. Im Auftrag von Agnes Tilney hielt William Howard, der älteste Sohn der Herzogswitwe, seiner Stiefnichte eine Strafpredigt, indem er sie unter anderem darauf hinwies, welche Schande ein uneheliches Kind für die Familie Howard bedeutete.
Ihre zweite Affäre hatte sie ab 1538 mit dem ehrgeizigen Francis Dereham, der im Dienst des Duke of Norfolk stand. Das genaue Geburtsjahr von Francis Dereham ist unbekannt. Er war aber vermutlich deutlich älter als Catherine Howard. Er kam aus einer verarmten Familie und zählte als sogenannter Gentleman zum niederen Adel. Er hatte zunächst eine Affäre mit Joan Bulmer, verließ diese jedoch zugunsten von Catherine Howard, mit der er schlief. Die Beziehung war vielen Mitgliedern des Haushalts von Agnes Tilney bekannt. Für Francis Dereham stellte Catherine Howard wegen ihrer familiären Verbindungen eine sehr attraktive Partie dar. Im späteren Ehebruchsprozess versuchte Francis Dereham deutlich zu machen, dass er ältere Ansprüche auf Catherine Howard hatte. Ein gegenseitiges Eheversprechen und die vollzogene Ehe war auch in den Augen der Kirche bindend. Eine später eingegangene Ehe konnte für ungültig erklärt werden, wenn eine solche Beziehung zuvor bestanden hatte.
Agnes Tilney hatte von den Vorgängen in ihrem Haus zunächst keine Kenntnis.

## Catherine am Königshof

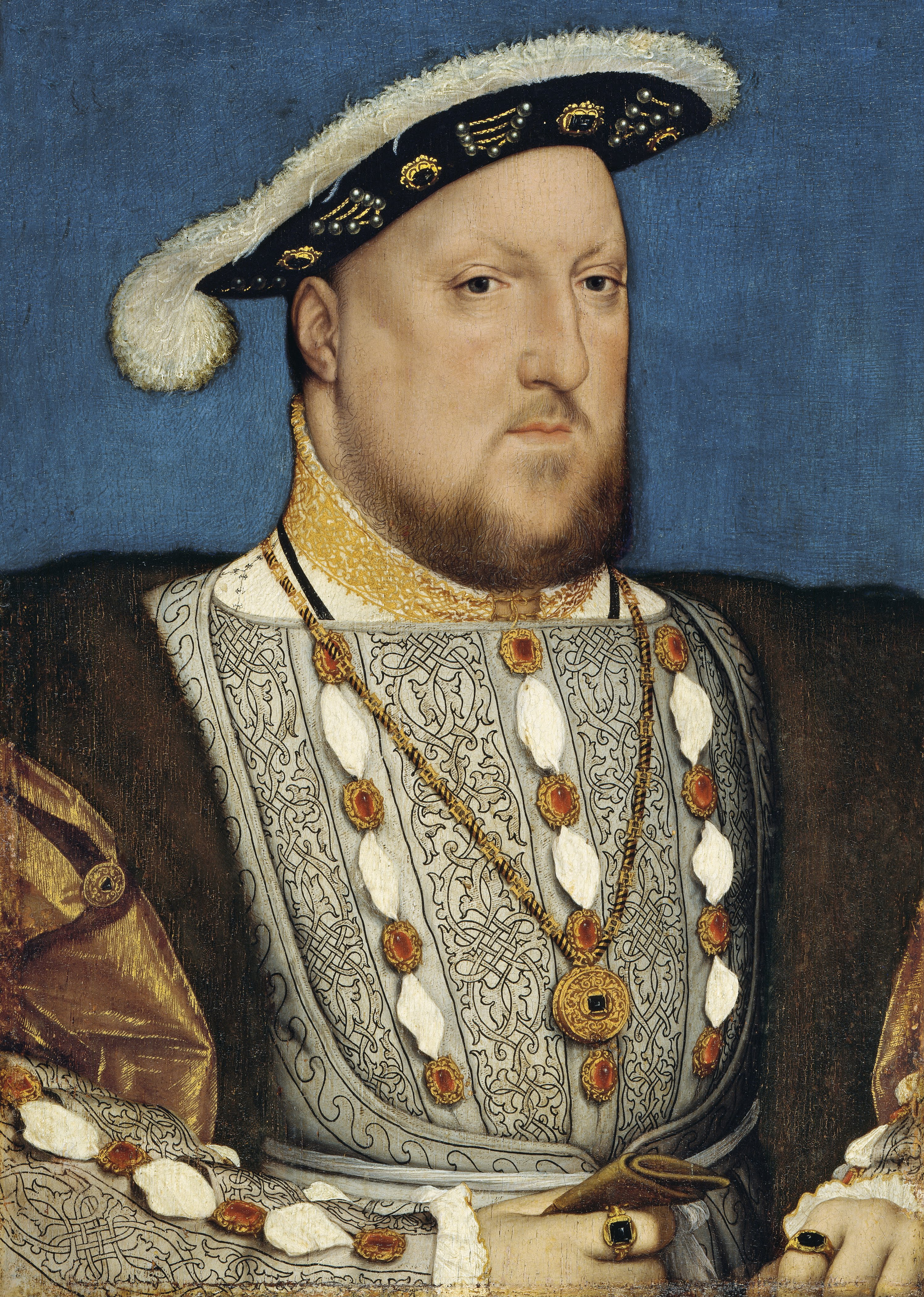
Heinrich VIII. (um 1537), gemalt von Hans Holbein

1539/40 wurde Catherine als Hofdame für die vierte Frau Heinrichs, Anna von Kleve, an den Hof des Königs gerufen. Hier lernte sie auch den Höfling Thomas Culpeper kennen und verliebte sich in ihn. Bevor sich daraus eine Beziehung oder gar eine Heirat entwickeln konnte, bemerkte der englische König Catherine. Agnes Tilney bemerkte dazu: „Seine Hoheit der König fasste eine Neigung zu Catherine Howard beim ersten Mal, da er sie sah.“ Heinrich, 30 Jahre älter als Catherine, war von der Jugend und Natürlichkeit der jungen Frau schnell bezaubert.
Als das Interesse des Königs an Catherine am Hof bekannt wurde, wurde sie darin unterwiesen, wie sie sich dem König gegenüber zu benehmen habe. Bereits im April 1540 erhielt sie von Heinrich einen Landsitz. Seine damalige Frau, Anna von Kleve, musste unter dem Vorwand, vor der in London ausgebrochenen Pest in Sicherheit gebracht zu werden, den Hof in London verlassen. Obwohl seit ihrer Hochzeit nur rund sechs Monate vergangen waren, ließ Heinrich die Ehe am 9. Juli 1540 für ungültig erklären. Er heiratete Catherine Howard am 28. Juli 1540, rund drei Wochen nach der Annullierung. Catherine verpflichtete sich dem König gegenüber, „frisch und munter im Bett und bei Tisch zu sein“.

Königliches Wappen von Catherine Howard

Heinrich nannte Catherine laut zeitgenössischer Berichte „Rose ohne Dornen“, oder „errötende Rose ohne Dornen“ und überschüttete die junge Frau mit Geschenken. So soll Heinrich ihr zu Neujahr 1541 ein Übergewand mit acht Diamanten und sieben Rubinen sowie eine Halskette mit sechs erlesenen Tafeldiamanten und fünf sehr schönen Rubinen mit Perlen dazwischen geschenkt haben. Mit Catherine erlebte Heinrich einen zweiten Frühling und hoffte, sie werde ihm einen weiteren Sohn schenken. Doch Catherine wurde nicht schwanger, was vielleicht auch an der nachlassenden Fruchtbarkeit des wahrscheinlich an Syphilis leidenden Königs lag. Die lebenslustige junge Frau fand sich weder in ihrer Rolle als erste Dame Englands, noch in jener der Ehefrau des stark gealterten Königs zurecht. Während ihr Mann sich wegen Migräne und eines Beingeschwürs oft früh zurückzog, tanzte Catherine auf Bällen.

## Prozess und Hinrichtung
Im Frühjahr 1541 begann Catherine eine Affäre mit ihrem Verehrer Thomas Culpeper. Feinde der Howards bei Hofe hatten diese Verliebtheit bemerkt und inszenierten eine Intrige. Als Heinrich mit Catherine auf einer Rundreise war, durchsuchte man aufgrund einer Denunziation das Vorleben Catherines. Der Musiklehrer Henry Manox und der Sekretär Francis Dereham wurden befragt und gestanden ihre Affären mit Catherine. Diese Abenteuer hatten jedoch alle vor der Hochzeit mit dem König stattgefunden. Am 1. November 1541 nach Hampton Court zurückgekehrt, überbrachte man dem König die Erkenntnisse der Nachforschungen. Doch dieser reagierte erst, als der Verdacht der Treulosigkeit während der Ehe hinzukam. Am 5. November verließ der König plötzlich nach dem Abendessen ohne ein Wort Hampton Court und reiste nach Whitehall. Catherine wurde am 12. November verhaftet und nach Syon House gebracht. Man hoffte, die Ungültigkeit der königlichen Ehe beweisen zu können. Dereham gab bei den Verhören zwar einen intimen Umgang mit der jungen Catherine zu, bestritt aber ein Eheversprechen. Culpeper gestand seine Zuneigung zu Catherine, bestritt aber ein vollständiges „fleischliches Erkennen“ standhaft. Lady Rochford, der nachgesagt wird, schon bei dem Prozess gegen Anne Boleyn sehr belastende Aussagen gemacht zu haben und die die Vertraute von Catherine war, spielte auch in diesem Prozess eine Schlüsselrolle. Sie belastete Catherine und ihre Liebhaber schwer.
Dereham wurde zum Tod durch Hängen und Vierteilen verurteilt und hingerichtet, Culpeper erhielt auf Grund seiner ehemals guten Beziehung zum König eine Umwandlung seiner Strafe in Enthauptung. Am 10. Februar 1542 wurde Catherine in den Tower von London gebracht, und ihre Hinrichtung wurde auf den 13. Februar festgesetzt.
In der Nacht vor ihrer Hinrichtung wurde der Richtblock auf ihren Wunsch in ihre Zelle gebracht. Sie übte ihre Hinrichtung, indem sie ihren Kopf immer wieder auf den Block legte. Am Morgen des folgenden Tages wurde sie im Tower enthauptet. Ihr Leichnam wurde ohne Erinnerungstafel neben ihrer Cousine Anne Boleyn unter dem Kirchenschiff der Kapelle des Towers (St. Peter ad Vincula) bestattet. Im Jahre 1876 wurden die sterblichen Überreste in die Gruft der Kapelle überführt.

## Das Porträt der Catherine Howard?

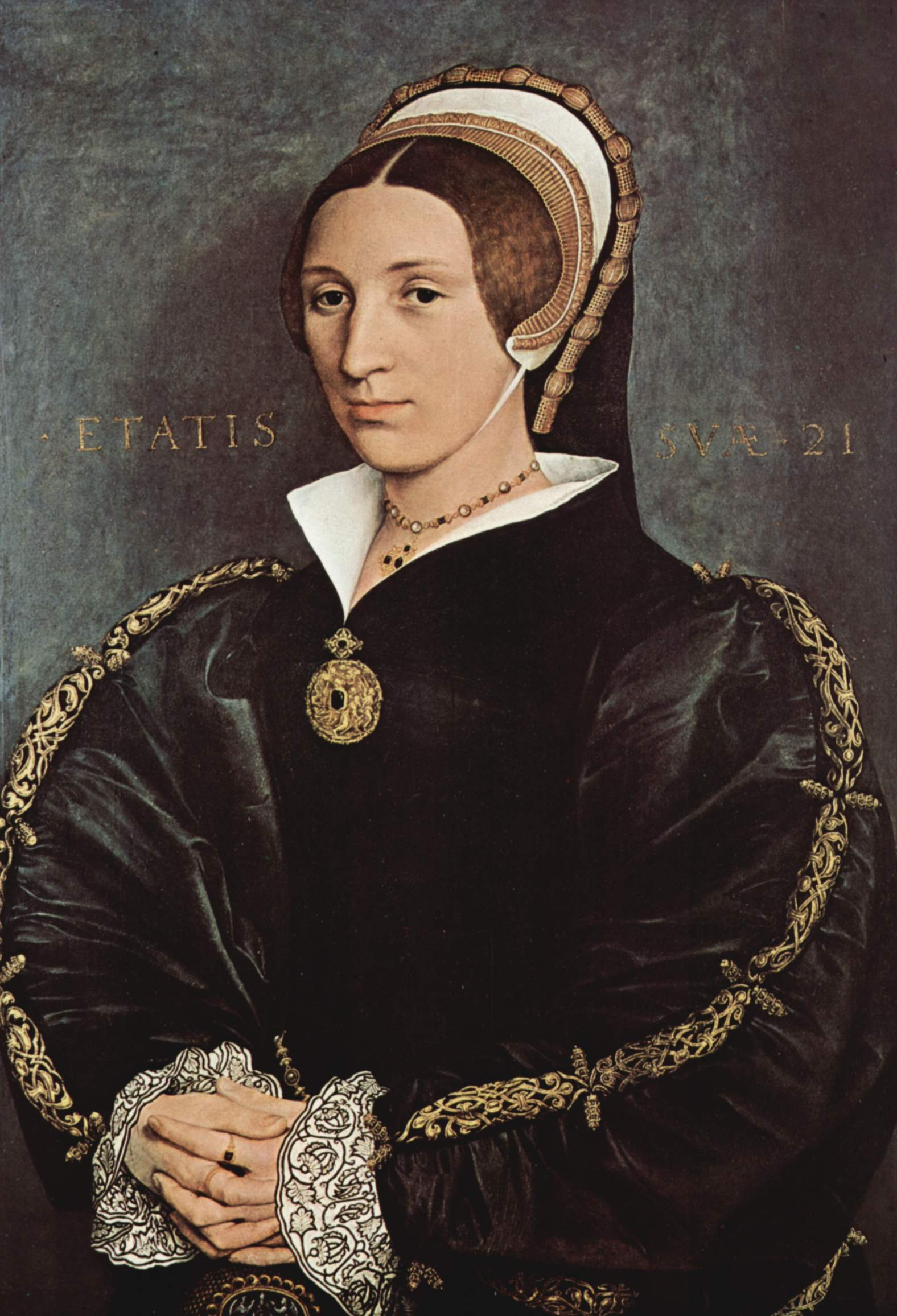
Bild von Hans Holbein 1541. Möglicherweise Catherine Howard

Von Catherine Howard ist kein Porträt erhalten geblieben. Erst 1840 wurde ein Miniaturbild von Hans Holbein dem Jüngeren von 1541 mit Catherine in Verbindung gebracht. Holbein war zu dieser Zeit Hofmaler des Königs. Die unbekannte Frau auf diesem Miniaturporträt trägt Schmuck, der im Besitz von Catherine gewesen sein soll.
Aufgrund einer großen Ähnlichkeit mit der Frau auf der Miniatur wird auch ein weiteres von Holbein gemaltes größeres Porträt Catherine zugeordnet. Laut der Beschriftung war die Abgebildete 21 Jahre alt. Catherine hätte dann bereits 1520 geboren sein müssen. Möglicherweise handelt es sich bei der Abgebildeten aber um Elizabeth Seymour, die Schwester von Jane Seymour.

## Moderne Rezeption

### Film
| Film                                              | Originaltitel                   | Schauspielerin    | Jahr    |
| ------------------------------------------------- | ------------------------------- | ----------------- | ------- |
| Das Privatleben Heinrichs VIII.                   | The Private Life of Henry VIII. | Binnie Barnes     | 1933    |
| Die sechs Frauen Heinrichs VIII.                  | The Six Wives of Henry VIII     | Angela Pleasence  | 1970    |
| Heinrich VIII und seine sechs Frauen              | Henry VIII and his six wives    | Lynne Frederick   | 1972    |
| Die sechs Frauen Heinrichs VIII. (Dokumentarfilm) | The Six Wives of Henry VIII.    | Michelle Abrahams | 2001    |
| Henry VIII.                                       | Henry VIII.                     | Emily Blunt       | 2003    |
| Die Tudors                                        | The Tudors                      | Tamzin Merchant   | 2009–10 |

### Musik
Katherine Howard ist eine der Hauptfiguren des Musical Six, in dem die sechs Ehefrauen von Heinrich VIII. in einem Ausscheidungssingen für eine Girlgroup gegeneinander antreten.